# Tiszalök
Tiszalök là một thành phố thuộc hạt Szabolcs-Szatmár-Bereg, Hungary. Thành phố này có diện tích 58,72 km², dân số năm 2010 là 5665 người, mật độ 96 người/km².